# Сесар Аспиликуета
Сесар Аспиликуета Танко (на испански: César Azpilicueta Tanco, роден на 28 август 1989 г. в Памплона) е испански футболист от баски произход, играе като десен бек и се състезава за испанския Атлетико Мадрид.

## Клубна кариера

### Осасуна
Аспиликуета е продукт на младежката академия на Осасуна. Официалния си дебют в Примера дивисион прави на 8 април 2007 г. при загубата с 0 – 2 от Реал Мадрид, макар да е регистриран за резервния отбор. Започва кариерата си като полузащитник.
През сезон 2007/08 всичките му съотборници на позицията десен бек за контузени и Аспиликуета се установява като първи избор на позицията само на 18 години. Изиграва целият сезон като десен бек, като пропуска само 2 мача от първенството.

### Олимпик Марсилия
На 21 юни 2010 г. френският Олимпик Марсилия съобщава, че е закупил Сесар Аспиликуета от Осасуна за сумата от 7 милиона евро, а договорът е за 4 години. Седмица по-късно от Осасуна съобщават, че сумата по трансфера може да достигне до 9.5 милиона евро, в зависимост от участията на Аспиликуета. В дебюта си в Шампионска лига срещу Спартак Москва, Аспиликуета си отбелязва автогол, а отбора му пада с 1 – 0 във въпросната среща.
На 27 ноември 2010 г. в началните минути на мача срещу Монпелие, Аспиликуета къса връзки на левия си крак и отсъства от терените за около 6 месеца.
През август 2012 г. се появяват спекулации за евентуално преминаване на Аспиликуета в лондонския Челси. От Олимпик Марсилия потвърждават слуховете, като заявяват, че биха пуснали Сесар в Челси при добра оферта.

### Челси
На 24 август 2012 г. е постигнато съгласие между Олимпик Марсилия и Челси и Аспиликуета преминава при „сините“ за 7 милиона паунда.

## Национален отбор
През 2007 г. Аспиликуета помага на Испания до 19 години да спечели Европейското първенство по футбол за юноши до 19 г.. Малко след това е повикан в Испания до 21 години за Европейското първенство в Швеция, изигравайки и трите мача в груповата фаза, където Испания отпада.
На 11 май 2010 г. Аспиликуета е включен в предварителния състав от 30 футболисти на Висенте Дел Боске за Световното първенство по футбол през 2010, но впоследствие не е сред повиканите 23-ма.
Аспиликуета бе сред повиканите 18 футболисти в състава на Испания за Олимпиадата в Лондон, но изиграва само 1 мач при отпадането на Испания в груповата фаза.

## Отличия

### Клубни

#### Олимпик Марсилия
- Суперкупа на Франция: 2 – 2010, 2011
- Купа на лигата: 2 – 2010/11, 2011/12

### Национален отбор

#### Испания до 19 години
- Европейско първенство по футбол за юноши до 19 г.: 2007

#### Испания до 21 години
- Европейско първенство по футбол за юноши до 21 г.: 2011